# .kr
.krは国別コードトップレベルドメイン（ccTLD）の一つで、大韓民国に割り当てられている。管理団体は韓国インターネット振興院。
アルファベット・数字・ハイフンに限らず、ハングル等を用いた2バイト文字ドメインも第2レベルドメインに利用することが出来る。

## サブドメイン
| サブドメイン | 領域           | 登録資格                               |
| ------------ | -------------- | -------------------------------------- |
| .kr          | 個人/営利      | 個人、企業、機関                       |
| co.kr        | 営利           | 企業や機関                             |
| ne.kr        | ネットワーク   | 企業や機関                             |
| or.kr        | 非営利団体     | 企業や機関                             |
| re.kr        | 研究           | 研究機関                               |
| pe.kr        | 個人           | 個人                                   |
| go.kr        | 政府機関       | 行政機関・地方自治体、立法・司法機関   |
| mil.kr       | 国防組職       | 国防組職                               |
| ac.kr        | 大学/大学院    | 短大を含む                             |
| hs.kr        | 高等学校       | 高等学校、高等技術学校                 |
| ms.kr        | 中学校         | 中学校、高等公民学校                   |
| es.kr        | 小学校         | 小学校、公民学校                       |
| sc.kr        | その他学校     | その他教育・訓練機関                   |
| kg.kr        | 幼稚園         | 幼稚園                                 |
| seoul.kr     | ソウル特別市   | 市・道内に所在地・住所がある団体、個人 |
| busan.kr     | 釜山広域市     | 市・道内に所在地・住所がある団体、個人 |
| daegu.kr     | 大邱広域市     | 市・道内に所在地・住所がある団体、個人 |
| incheon.kr   | 仁川広域市     | 市・道内に所在地・住所がある団体、個人 |
| gwangju.kr   | 光州広域市     | 市・道内に所在地・住所がある団体、個人 |
| daejeon.kr   | 大田広域市     | 市・道内に所在地・住所がある団体、個人 |
| ulsan.kr     | 蔚山広域市     | 市・道内に所在地・住所がある団体、個人 |
| gyeonggi.kr  | 京畿道         | 市・道内に所在地・住所がある団体、個人 |
| gangwon.kr   | 江原特別自治道 | 市・道内に所在地・住所がある団体、個人 |
| chungbuk.kr  | 忠清北道       | 市・道内に所在地・住所がある団体、個人 |
| chungnam.kr  | 忠清南道       | 市・道内に所在地・住所がある団体、個人 |
| jeonbuk.kr   | 全羅北道       | 市・道内に所在地・住所がある団体、個人 |
| jeonnam.kr   | 全羅南道       | 市・道内に所在地・住所がある団体、個人 |
| gyeongbuk.kr | 慶尚北道       | 市・道内に所在地・住所がある団体、個人 |
| gyeongnam.kr | 慶尚南道       | 市・道内に所在地・住所がある団体、個人 |
| jeju.kr      | 済州特別自治道 | 市・道内に所在地・住所がある団体、個人 |
| 한글.kr      | 2バイト文字    | 団体、個人                             |